# Geranium niveum
Geranium niveum är en näveväxtart som beskrevs av Sereno Watson. Geranium niveum ingår i släktet nävor, och familjen näveväxter. Inga underarter finns listade i Catalogue of Life.